# Diocesi di Polignano

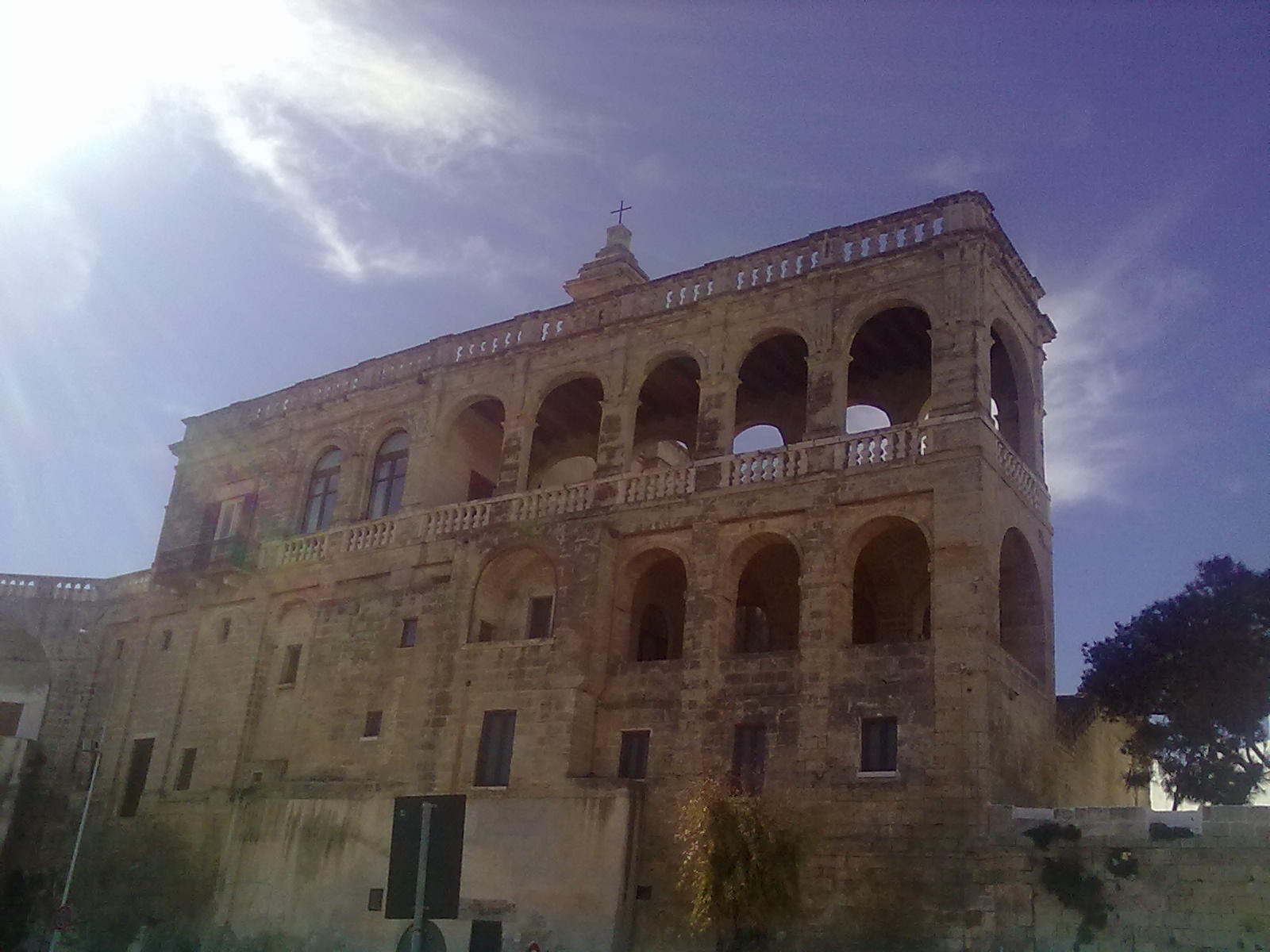
Il monastero benedettino di San Vito, di epoca normanna.

La diocesi di Polignano (in latino Dioecesis Polinianensis) è una diocesi soppressa e sede titolare della Chiesa cattolica.

## Territorio
La diocesi era molto piccola e comprendeva solo il territorio di Polignano. Qui sorgeva la cattedrale dell'Assunta, oggi chiesa matrice della città.

## Storia
La diocesi di Polignano è documentata storicamente per la prima volta nel 1089, quando, in due distinte bolle del mese di ottobre papa Urbano II assegna la diocesi alle province ecclesiastiche sia di Bari che di Trani; con bolla del 1152 papa Eugenio III attribuisce definitivamente Polignano alla metropolia di Bari.
La serie episcopale, storicamente certa, inizia con il vescovo Ambrogio, documentato nel 1109, cui seguono Bonaventura (1140), Milone (1151-1170) e Arpino, attestato nell'ultima parte del XII secolo.
La cattedrale, di epoca normanna, fu rifatta nel XVI secolo e consacrata il 31 luglio 1513 dal vescovo Cristoforo de Magnaninis (o Magnacurio). Nel territorio diocesano sorgeva anche il monastero benedettino di San Vito, di epoca normanna e citato nella bolla di Urbano II nel 1089, oggi nella località omonima; un altro monastero di benedettine si trovava all'interno delle mura cittadine, fondato nel X secolo, ristrutturato nel 1585 e abbattuto nel 1932.
Per poco più di un anno la diocesi fu affidata in commendam al cardinale Giovanni Maria Ciocchi del Monte, futuro papa Giulio III. Sono noti i sinodi diocesani indetti da Raffaele Tomei nel 1590 e da Scipione de Martinis nel 1675. Al vescovo Vincenzo Pinieri (1649-1672) si deve il rifacimento del palazzo episcopale e l'innalzamento del campanile della cattedrale.
Nel XVIII secolo la diocesi fu guidata da Andrea Vinditti, nativo di Arpino, già vicario generale di Narni, che fu consacrato vescovo dal cardinale Giovanni Antonio Guadagni; morì in Polignano l'8 giugno 1767 e fu sepolto nel sepolcro dei vescovi nella cattedrale.
Ultimo vescovo di Polignano fu Mattia Santoro, originario di Bovino, cultore delle arti classiche, che si adoperò, attraverso diversi scavi archeologici, per la ricerca nel territorio della diocesi di monete e suppellettili antiche, confiscate dal re di Napoli alla sua morte.
In seguito al Concordato tra papa Pio VII e Ferdinando I, la diocesi fu soppressa il 27 giugno 1818 con la bolla De utiliori dello stesso papa Pio VII ed il suo territorio aggregato a quello della diocesi di Monopoli.
Dal 1968 Polignano è una sede vescovile titolare della Chiesa cattolica; dal 28 maggio 2024 l'arcivescovo, titolo personale, titolare è Giuseppe Laterza, nunzio apostolico nella Repubblica Centrafricana e in Ciad.

## Cronotassi

### Vescovi
- Pietro ? †
- Riccardo I ? † (menzionato nel 1035)
- Riccardo II ? † (menzionato nel 1103)[3]
- Ambrosio † (menzionato nel 1109)[4]
- Bonaventura † (menzionato nel 1140)[5]
- Milone (o Mirone)[6] † (prima del 1151[7]  - dopo il 1170)
- Arpino † (prima del 1176 - dopo aprile 1202)[8][9]
- Anonimo † (menzionato a marzo 1203)[8][10]
- Anonimo † (menzionato a marzo 1207)[8]
- Boezio † (prima di dicembre 1208 - dopo il 1217)[8]
- Anonimo † (menzionato nel 1225)[8]
- Anonimo † (menzionato il 10 ottobre[11] 1239)[8]
- Bartolomeo I † (prima del 1243 - dopo il 1271)[8][12]
- Guglielmo I † (prima del 1287[13] - dopo il 1327 deceduto)
- Matteo d'Atri, O.P. † (19 gennaio 1330 - ? deceduto)
- Bonaventura II (Bonangiunta de Boscolis) † (15 marzo 1333 - ?)
- Guglielmo II † (menzionato nel 1341)
- Bonavito o Bonavino † (menzionato nel 1343)
- Nicola di Bari, O.P. † (16 febbraio 1344 - 1363 deceduto)
- Nicolò Albus † (28 febbraio 1364 - 8 gennaio 1375 nominato vescovo di Molfetta)
- Obbedienza avignonese:
  - Pasquale † (26 marzo 1376 - ? deceduto)
  - Angelo di Conversano, O.F.M.  † (27 ottobre 1382 - 12 luglio 1393 nominato vescovo di Conversano)
  - Angelo di Bitonto † (12 ottobre 1394 - dopo il 1398)
- Obbedienza romana:
  - Pavone (Paolo) de Griffis † (8 gennaio 1375 - 27 novembre 1390 nominato vescovo di Tropea)
  - Lupulo del Lago † (10 novembre 1390 - ?)
  - Angelo Afflitti † (7 settembre 1391 - 14 dicembre 1401 nominato vescovo di Anagni)
  - Cristoforo, O.E.S.A. † (14 dicembre 1401 - ?)[14]
  - Nicola III † (menzionato nel 1411)
- Paolo Alfatati (de Affatatis) † (3 luglio 1420 - 14 giugno 1423 nominato vescovo di Bitonto)
- Raone, O.F.M. † (12 aprile 1424 - 1460 deceduto)
- Bove o Clodio o Claudio † (15 ottobre 1460 - ? deceduto)
  - Latino Orsini † (menzionato nel 1468) (amministratore apostolico)
- Giacomo Toraldo † (8 gennaio 1473 - ?)
- Gasparre Toraldo † (? - prima del 2 marzo 1506 deceduto)
- Michele Claudio † (2 marzo 1506 - 7 febbraio 1508 nominato vescovo di Monopoli)
- Cristoforo de Magnaninis (o Magnacurio) † (7 febbraio 1508 - 1517 dimesso)
- Giacomo Frammarino † (21 agosto 1517 - 1540 dimesso)
  - Giovanni Maria Ciocchi del Monte † (14 giugno 1540 - 28 novembre 1541 dimesso) (amministratore apostolico)
- Rosmano Casamassima † (28 novembre 1541 - 1544 dimesso)
- Pietro (Pirro) Antonio Casamassima † (17 marzo 1544 - 1570 deceduto)
- Francesco Angelo Gazzina, O.P. † (20 novembre 1570 - 1572 deceduto)
- Pietro Francesco Ferri † (2 gennaio 1572 - 1580 deceduto)
- Raffaele Tomei † (27 maggio 1580 - 1598 deceduto)
- Giovanni Battista Guenzati † (31 luglio 1598 - 1607 deceduto)
- Giovanni Maria de Guanzellis Brasichella, O.P. † (25 giugno 1607 - settembre 1619 deceduto)
- Francesco Nappi † (20 novembre 1619 - novembre 1628 deceduto)
- Gerolamo Parisano † (14 marzo 1629 - ? deceduto)
- Antonio del Pezzo † (14 giugno 1638 - 27 novembre 1641 nominato arcivescovo di Sorrento)
- Giovanni Domenico Morula, O.S.B.Silv. † (13 gennaio 1642 - 1649 deceduto)
- Vincenzo Pinieri, O.F.M.Conv. † (11 ottobre 1649 - 14 marzo 1672 dimesso)
- Scipione de Martinis † (2 maggio 1672 - 6 aprile 1681 deceduto)
- Ignazio Fiume, O.P. † (23 giugno 1681 - 22 maggio 1694 deceduto)
- Giovanbattista Capilupo † (13 settembre 1694 - 3 maggio 1716 deceduto)
- Pietro Antonio Pini † (14 marzo 1718 - novembre 1736 deceduto)
- Andrea Vinditti † (6 maggio 1737 - 8 giugno 1767 deceduto)
- Francesco Broccoli † (14 dicembre 1767 - luglio 1775 deceduto)
- Mattia Santoro † (11 settembre 1775 - 27 novembre 1797 deceduto)
  - Sede vacante (1797-1818)

### Vescovi titolari
- Paul Francis Anderson † (19 luglio 1968 - 30 aprile 1969 succeduto vescovo di Duluth)
- Joseph John Ruocco † (28 dicembre 1974 - 26 luglio 1980 deceduto)
- Janusz Edmund Zimniak † (25 settembre 1980 - 24 maggio 2024 deceduto)
- Giuseppe Laterza, dal 28 maggio 2024